# Yamato Nadeshiko
Yamato Nadeshiko (大和撫子) é como os japoneses se referem a uma mulher com atributos que são considerados tradicionalmente desejáveis na perspectiva dos homens da sociedade; geralmente atribuído a pessoas com educação tradicional. É um assunto vasto, mas com uma complicada estética japonesa. Acredita-se que o nome originou-se do salgueiro Dianthus ou da flor Nadeshiko.
O Novo Dicionário Japonês-Inglês Kenkyūsha (5ª ed., 2003) traduz Yamato-nadeshiko: "uma mulher japonesa (com todas graças tradicionais); uma mulher japonesa ideal." Daijirin (3ª ed., 2006) define: "1 ナデシコの別名。2 日本女性の清楚な美しさをほめていう語。", "1. outro nome para o Dianthus. 2. Uma figura de linguagem para a beleza das mulheres japonesas que são elegantes e asseadas."
Também conhecidas como mulheres japonesas ideais, ela basicamente gira em torno de agir para o benefício da família e seguir instruções ou agir no melhor interesse das figuras autoritárias patriarcais. Suas virtudes incluem: lealdade, habilidade doméstica, humildade, e sabedoria.
Durante a 2ª Guerra Mundial, a ideia de Yamato Nadeshiko foi popularizada como uma propaganda nacional do governo japonês. Uma Yamato Nadeshiko devia ser capaz de suportar toda a dor e a pobreza da vida de seu marido (um soldado) e do país, devia sempre estar pronta para lutar com uma naginata ou tae yari e estar pronta para morrer a qualquer momento, pelo país ou para manter a castidade.

## Yamato Nadeshiko na cultura popular
- Belldandy em Ah! My Goddess e Kasumi Tendo em Ranma 1/2 são retratos de Yamato Nadeshiko. Em particular, a voz da atriz Kikuko Inoue é famosa por esse tipo de papel.
- Aoi Sakuraba em Ai Yori Aoshi é uma imagem de Yamato Nadeshiko.
- Megumi é desafiada a um "Yamato Nadeshiko Cup" em Tenshi na Konamaiki.
- O manga The Wallflower originalmente tinha como título "Yamato Nadeshiko Shichi Henge" (ヤマト ナデシコ 七変化); seu enredo trata de um grupo de homens jovens tentando transformar uma garota em uma Yamato Nadeshiko.
- No anime/mangá Matantei Loki Ragnarok o Deus Freyr se apaixona pela maníaca por mistérios Mayura, e por acha-la perfeita desde a 1ª vez que a viu, em vez de chama-la pelo nome, usa sempre Yamato Nadeshiko para se referir ao seu amor.
- No mangá Card Captor Sakura, a falecida mãe da protagonista Sakura Kinomoto era também um exemplo de Yamato Nadeshiko, a ponto de seu nome ser, de fato, Nadeshiko.
- A seleção de futebol feminino do Japão se chama Nadeshiko Japão em homenagem a essa palavra.